# Monika Berwein
Monika Berwein (ur. 31 sierpnia 1957 w Garmisch-Partenkirchen) – niemiecka narciarka alpejska reprezentująca RFN.

## Kariera
W zawodach Pucharu Świata zadebiutowała 7 grudnia 1973 roku w Val d’Isère, gdzie zajęła 19. miejsce w slalomie. Pierwsze punkty wywalczyła 21 lutego 1975 roku w Naeba, gdzie zajęła dziesiąte miejsce w tej samej konkurencji. Na podium zawodów tego cyklu jedyny raz stanęła 14 stycznia 1976 roku w Les Gets, kończąc rywalizację w slalomie na drugiej pozycji. W zawodach tych rozdzieliła dwie Francuzki: Danièle Debernard i Patricię Emonet. W kolejnych startach jeszcze jeden raz była blisko podium: 14 marca 1975 roku w Sun Valley była czwarta w slalomie, przegrywając walę o trzecie miejsce ze swą rodaczką, Christą Zechmeister. W sezonie 1975/1976 zajęła 24. miejsce w klasyfikacji generalnej.
Wystartowała w slalomie na igrzyskach olimpijskich w Innsbrucku w 1976 roku, ale nie ukończyła zawodów. Nie startowała na mistrzostwach świata.

## Osiągnięcia

### Igrzyska olimpijskie
| Miejsce | Dzień     | Rok  | Miejscowość | Konkurencja | Czas biegu | Strata | Zwyciężczyni     |
| ------- | --------- | ---- | ----------- | ----------- | ---------- | ------ | ---------------- |
| DNF2    | 11 lutego | 1976 | Innsbruck   | Slalom      | 1:30,54    | -      | Rosi Mittermaier |

### Mistrzostwa świata
| Miejsce | Dzień     | Rok  | Miejscowość | Konkurencja | Czas biegu | Strata | Zwyciężczyni     |
| ------- | --------- | ---- | ----------- | ----------- | ---------- | ------ | ---------------- |
| DNF2    | 11 lutego | 1976 | Innsbruck   | Slalom      | 1:30,54    | -      | Rosi Mittermaier |

### Puchar Świata

#### Miejsca w klasyfikacji generalnej
- sezon 1974/1975: 25.
- sezon 1975/1976: 24.
- sezon 1976/1977: 31.

#### Miejsca na podium
1. Les Gets – 14 stycznia 1976 (slalom) – 2. miejsce